# Hjärtats rytm
För rytmen i hjärtat, se hjärtfrekvens och puls.
Hjärtats rytm är Tomas Ledins andra album. Det utgavs 1973

## Låtlista

### Sida A
1. Jag är trött (2:59)
2. Lek med mig (2:49)
3. Utslagen man (2:42)
4. Hjärtats rytm (3:52)
5. När solen går ner (1:25)
6. Är du förvånad (4:53)

### Sida B
1. Här kommer morgonen (3:33)
2. Blå, blå känslor (4:44)
3. Följ med mig (4:13)
4. Jag kan se dig (2:46)
5. Dagen efter minnenas gård (4:46)

## Huvudmusiker
- Alain Leroux - Piano
- Christer Ånsehn - Gitarr
- Göran Lagerberg - Bas
- Jan Kling - Sopransaxofon
- Janne Schaffer - Elgitarr
- Lars Erstrand - Vibrafon
- Ola Brunkert - Trummor
- Tomas Ledin - Gitarr, sång